# Ça s'est passé à Rome
Pour plus de détails, voir Fiche technique et Distribution.
Ça s'est passé à Rome (titre original : La giornata balorda) est un film franco-italien réalisé par Mauro Bolognini, sorti en 1960.
Il s'agit d'une adaptation d'une nouvelle tirée des Nouvelles romaines (Racconti romani) d'Alberto Moravia.

## Synopsis
L'histoire de deux jeunes gens désargentés, David et Ivana, récemment devenus parents, qui doivent maintenant assumer leur existence et leur quotidien, en commençant par chercher un travail pour subvenir à leurs besoins et élever leur enfant.

## Fiche technique
- Titre original : La giornata balorda
- Titre français : Ça s'est passé à Rome
- Réalisation : Mauro Bolognini
- Scénario : Alberto Moravia, Pier Paolo Pasolini et Marco Visconti, d'après la nouvelle d'Alberto Moravia
- Producteur : Paul Graetz
- Musique : Piero Piccioni
- Directeur de la photographie : Aldo Scavarda
- Montage : Nino Baragli
- Décors : Carlo Egidi
- Sociétés de production : Euro International Films, Produzioni Intercontinentali, Transcontinental Films
- Pays de production :  Italie |  France
- Langue originale : italien
- Genre : Film dramatique
- Durée : 84 minutes
- Dates de sortie : 
  - Italie : 16 octobre 1960
  - France : 4 janvier 1961

## Distribution
- Jean Sorel : David
- Lea Massari : Freya
- Jeanne Valérie : Marina
- Rik Battaglia : Carpiti
- Valeria Ciangottini : Ivana
- Isabelle Corey : Sabina
- Paolo Stoppa :
- Marcella Valeri : Sora Tosca
- Luigi Giacosi : Romani
- Enrico Glori
- Irene Aloisi